# Tregaron
Tregaron és una ciutat mercat de Ceredigion, al centre de Gal·les, al costat del riu Brenig, un afluent del riu Teifi. Segons el cens del 2001 del Regne Unit, la població de Tregaron era de 1.183 habitants. A més, el cens revela que un 68,8% de la població parla gal·lès amb fluència, amb el percentatge més alt de parlants entre els anys, entre els quals un 100% saben parlar gal·lès.
Els edificis destacables de la ciutat inclouen l'Hotel Talbot, del segle xiii, on hi ha un elefant enterrat a terra, i l'església parroquial.
Entre la gent famosa de Tregaron hi ha Henry Richard, i el gal·lès conegut com a Robin Hood (gal·lès: Twm Siôn Cati).
Tregaron està situat al riu Brenig, conegut per les seves angules i truites marrons. Els nens de la ciutat es dediquen sovint a pescar les truites, algunes fins a 700 grams.

## Geografia
La ciutat està situada a la vall del riu Teifi, al peu de les Muntanyes Cambrianes. No gaire lluny de Tregaron s'hi troba la reserva de Cors Caron que protegeix una zona humida. A la zona nord-oest hi ha el Tregaron Kite Center, que s'ocupa de la protecció de les aus que sobrevolen la zona.
La línia ferroviària que fa temps enllaçava Tregaron amb Aberystwyth i amb la ciutat universitària de Llanbedr Pont Steffan (anglès: Lampeter) ja no funciona.

## Història
La zona va ser habitada des de temps prehistòrics, tal com corroboren diverses troballes arqueològiques. L'església de Tregaron fou fundada al segle vi. El paper del cristianisme ha estat fonamental per a la comunitat de Tregaron i fins als anys quaranta del segle xx els habitants es vestien de negre tots els diumenges. Al segle xvii, l'objecció religiosa dels grups no conformistes guanyà seguidors a la zona de Tregaron.
Durant el segle xix s'hi desenvolupà el comerç i la indústria de la llana. El 1820 nasqué a Tregaron el pacifista Henry Richard que quan fou escollit parlamentari, defensà la creació d'una "Llei entre les nacions". La plaça de la ciutat li dedica un monument.
Però la prosperitat de Tregaron s'acabà amb l'arribada del ferrocarril el 1866. Amb el ferrocarril, es posà fi al tràfic de bestiar a través de les muntanyes i molts dels habitants de la ciutat i de les activitats comercials de Tregaron passaren a altres ciutats.